# 生神女誕生大聖堂 (サラエヴォ)

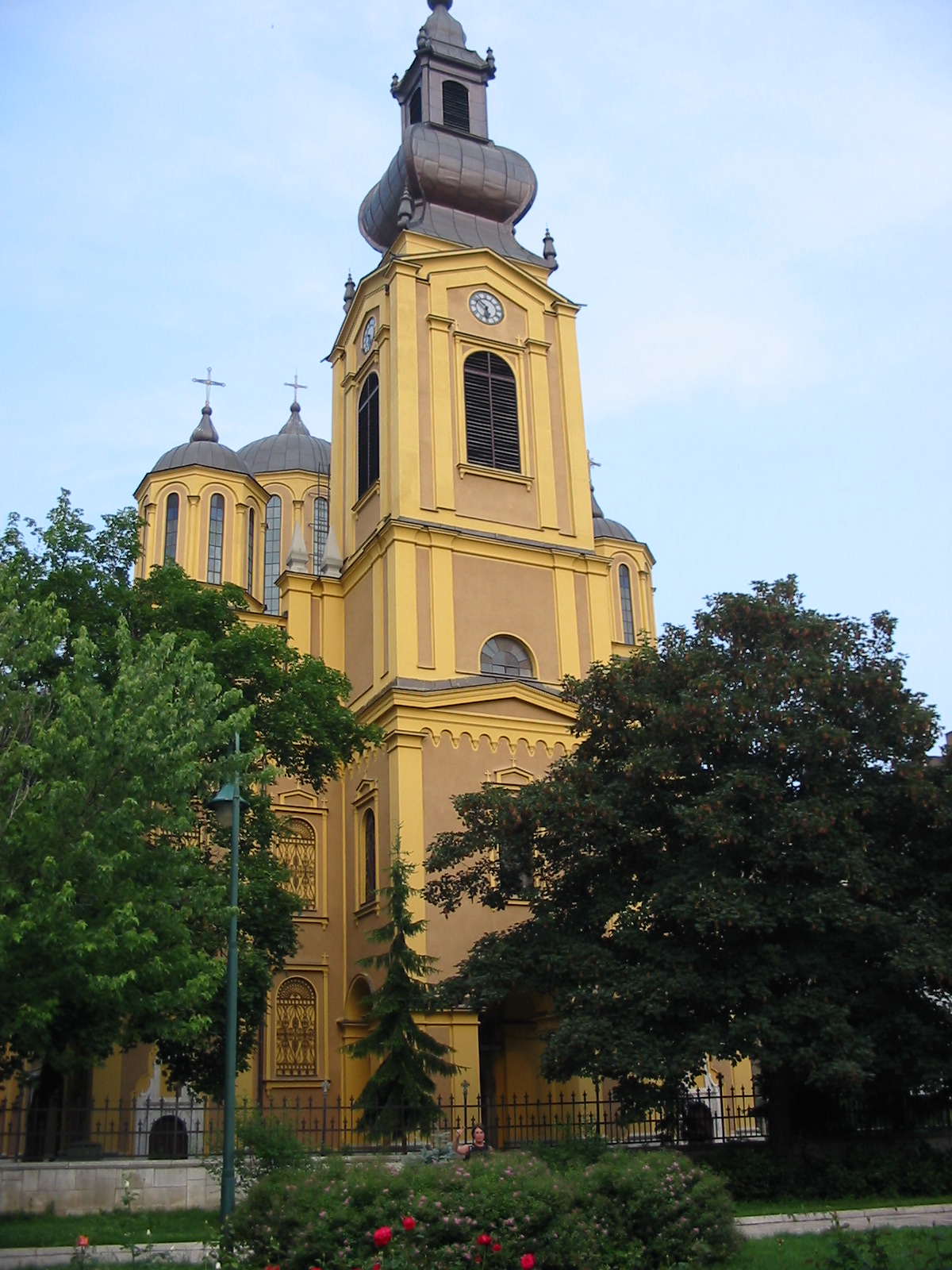
生神女誕生大聖堂。手前が鐘楼、奥にドーム型の屋根が見える。

サラエヴォの生神女誕生大聖堂（しょうしんじょたんじょうだいせいどう、セルビア語:Саборна Црква Рођења Пресвете Богородице / Saborna Crkva Rođenja Presvete Bogorodice）は、サラエヴォで最大のセルビア正教会の大聖堂であり、バルカン半島全体でも最大級の聖堂のひとつである。
大聖堂は、生神女（聖母マリア）の誕生を記念したものである。大聖堂は、1863年から1868年にかけて、サラエヴォを管掌する正教会の教区の求めによって建造された。建造にあたった職人の首班は、ブルガリア人のアンドレイ・ダミャノフ（Андрей Дамянов / Andrey Damyanov）であった。ダミャノフは、ヴァルダル・マケドニア地方のヴェレス近郊の村パプラディシュテ（Папрадиште / Papradishte）を拠点とする建築職人、石工、絵描き、イコン画家、大工、石細工職人などの一族であるダミャノフ＝レンゾフ一族（Дамянобски-Рензовски / Damjanovi-Renzovski）の出身であった。
大聖堂は3部のバシリカが、平面状に十字形を構成する形に並んでおり、屋根には十字架を備えた5つのドームを持っている。ドームは梁の上に築かれ、中央のドームは、四方のドームよりも大きい。金メッキされた小さなバロック風の鐘楼が入り口の前に立てられている。内側の壁には装飾が描かれている。壁の下のほうに描かれた壁画は、大理石による建築を模している。1898年、正教会の府主教の公邸が付近に建造された。

## ギャラリー

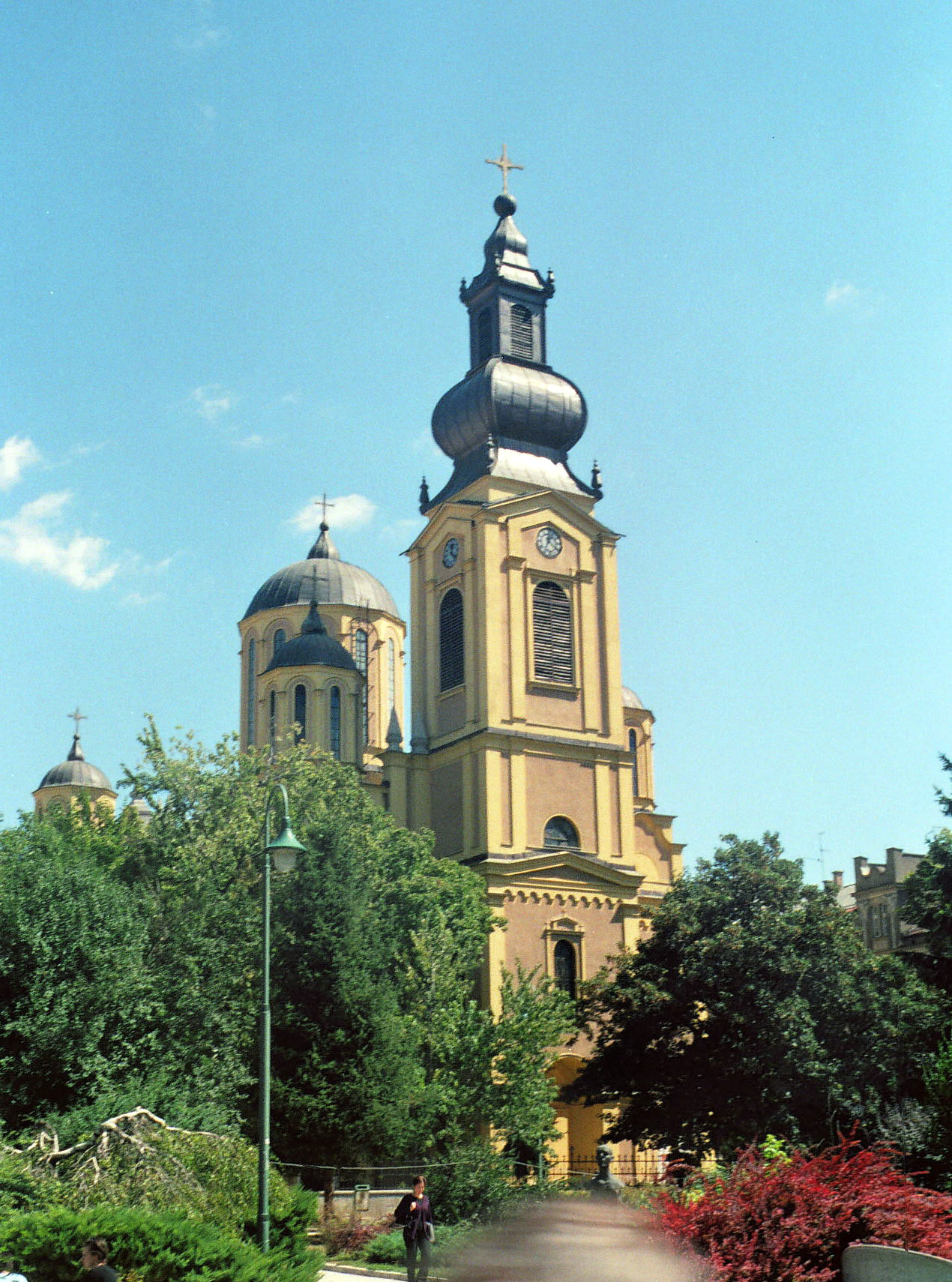
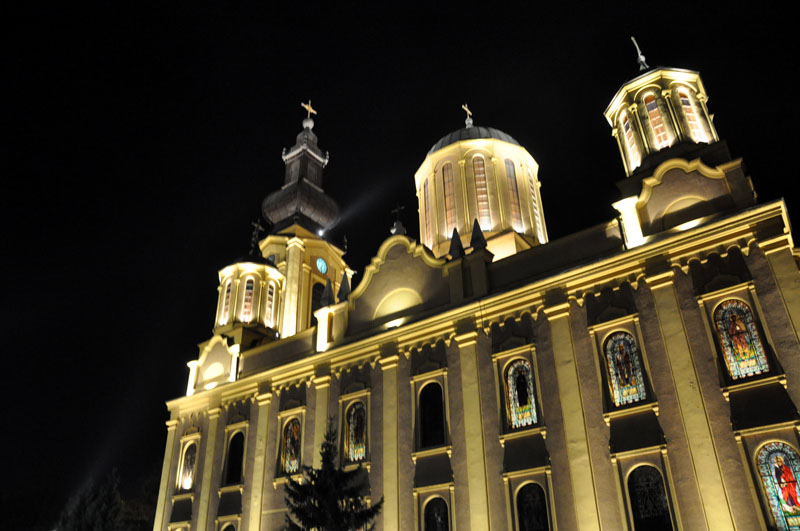
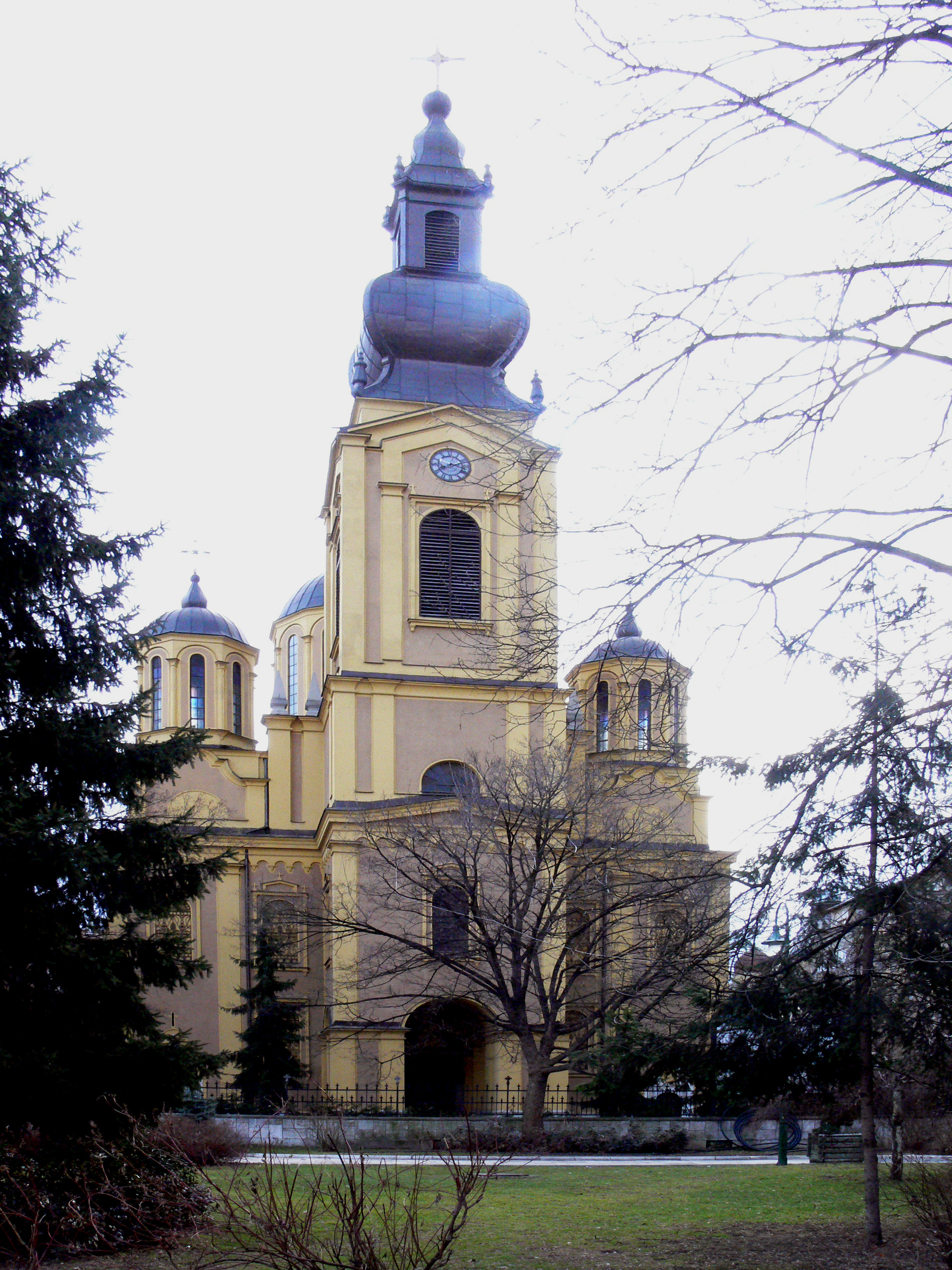
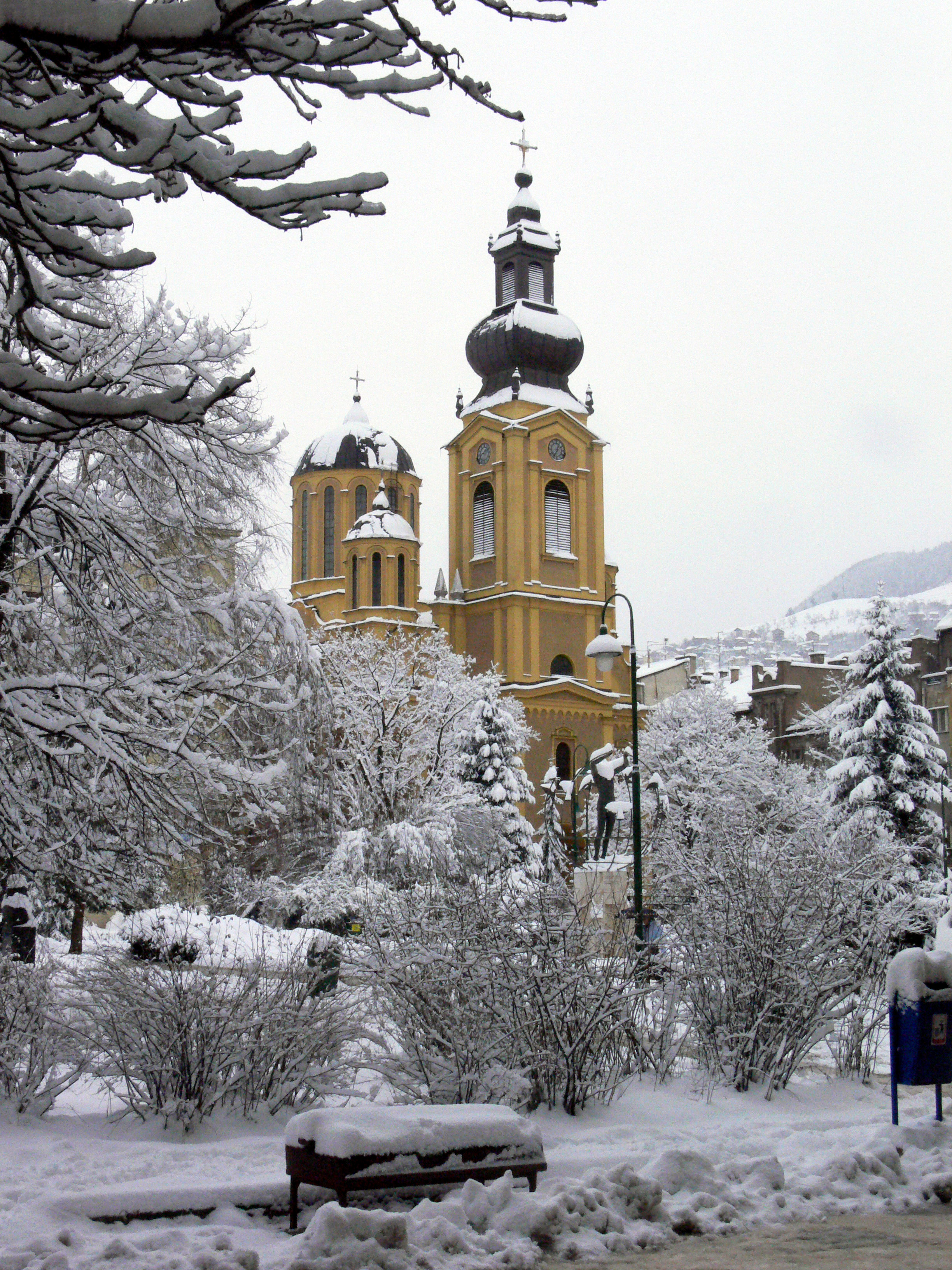